# Thai League Cup 2024/25
Der Thai League Cup 2024/25 war die 15. Austragung in der zweiten Ära eines K.-o.-Fußballwettbewerbs in Thailand. Das Turnier wurde von Toyota gesponsert und ist daher auch als Revo League Cup bekannt. Das Turnier startete mit der ersten Qualifikationsrunde am 31. August 2024 und endete mit dem Finale am 31. Mai 2025. Titelverteidiger war der BG Pathum United FC.

## Termine
| Runde                  | Datum                               |
| ---------------------- | ----------------------------------- |
| 1. Qualifikationsrunde | 31. August 2024 1. September 2024   |
| 2. Qualifikationsrunde | 7. September 2024 8. September 2024 |
| Play-off-Spiele        | 2. Oktober 2024                     |
| 1. Runde               | 30. Oktober 2024 5. Februar 2025    |
| Achtelfinale           | 26. Februar 2025                    |
| Viertelfinale          | 15. April 2025 16. April 2025       |
| Halbfinale             | 17. Mai 2025 18. Mai 2025           |
| Finale                 | 31. Mai 2025                        |

## 1. Qualifikationsrunde
| Datum                          |                                     | Ergebnis              |                              |
| Northern Region                | Northern Region                     | Northern Region       | Northern Region              |
| ------------------------------ | ----------------------------------- | --------------------- | ---------------------------- |
| 31. August 2024 um 15:00 Uhr   | Nakhon Sawan See Khwae City FC (T3) | 2:2 n. V. (2:4 i. E.) | Phitsanulok FC (T3)          |
| 31. August 2024 um 15:00 Uhr   | Khelang United FC (T3)              | 2:0                   | Chattrakan City FC (T3)      |
| North/Eastern Region           |                                     |                       |                              |
| 31. August 2024 um 17:00 Uhr   | Ubon Kruanapat FC (T3)              | 2:2 n. V. (4:3 i. E.) | Khon Kaen Mordindang FC (T3) |
| Central Region                 |                                     |                       |                              |
| 31. August 2024 um 15:00 Uhr   | Prime Bangkok FC (T3)               | 3:0                   | Saraburi United FC (T3)      |
| Eastern Region                 |                                     |                       |                              |
| 31. August 2024 um 16:30 Uhr   | Customs United FC (T3)              | 4:1                   | BFB Pattaya City (T3)        |
| 31. August 2024 um 18:00 Uhr   | Bankhai United FC (T3)              | 1:1 n. V. (4:2 i. E.) | Warship United FC (T3)       |
| 31. August 2024 um 18:00 Uhr   | Navy FC (T3)                        | 4:3 n. V.             | Kabin United FC (T3)         |
| Western Region                 |                                     |                       |                              |
| 1. September 2024 um 15:00 Uhr | Thonburi United FC (T3)             | 1:0                   | Samut Songkhram City FC (T3) |
| 1. September 2024 um 17:00 Uhr | Samut Sakhon City FC (T3)           | 2:1                   | Nonthaburi United FC (T3)    |
| 1. September 2024 um 18:00 Uhr | Thap Luang United FC (T3)           | 0:1                   | Raj-Pracha FC (T3)           |
| Southern Region                |                                     |                       |                              |
| 1. September 2024 um 16:00 Uhr | PT Satun FC (T3)                    | 1:1 n. V. (3:4 i. E.) | Muangtrang United FC (T3)    |
| 1. September 2024 um 16:45 Uhr | Pattani FC (T3)                     | 2:1                   | Yala City FC (T3)            |
| 1. September 2024 um 17:30 Uhr | Songkhla FC (T3)                    | 0:0 n. V. (3:5 i. E.) | Phuket Andaman FC (T3)       |

## 2. Qualifikationsrunde
| Datum                          |                                        | Ergebnis              |                                |
| Northern Region                | Northern Region                        | Northern Region       | Northern Region                |
| ------------------------------ | -------------------------------------- | --------------------- | ------------------------------ |
| 7. September 2024 um 15:00 Uhr | Northern Nakhon Mae Sot United FC (T3) | 1:0                   | TPF Uttaradit FC (T3)          |
| 7. September 2024 um 18:00 Uhr | Phitsanulok FC (T3)                    | 0:1                   | Khelang United FC (T3)         |
| 8. September 2024 um 18:00 Uhr | Phitsanulok Unity FC (T3)              | 1:0                   | Kamphaengphet FC (T3)          |
| North/Eastern Region           |                                        |                       |                                |
| 6. September 2024 um 17:00 Uhr | Ubon Kruanapat FC (T3)                 | 0:2                   | Udon United FC (T3)            |
| 7. September 2024 um 18:00 Uhr | Roi Et PB United FC (T3)               | 1:0                   | Muang Loei United FC (T3)      |
| 7. September 2024 um 18:00 Uhr | Khon Kaen FC (T3)                      | 0:1                   | Surin Khong Chee Mool FC (T3)  |
| Central Region                 |                                        |                       |                                |
| 7. September 2024 um 15:00 Uhr | Kasem Bundit University FC (T3)        | 1:0                   | Pathumthani University FC (T3) |
| 7. September 2024 um 15:00 Uhr | Prime Bangkok FC (T3)                  | 3:0                   | Lopburi City FC (T3)           |
| Eastern Region                 |                                        |                       |                                |
| 8. September 2024 um 15:00 Uhr | Pluakdaeng United FC (T3)              | 1:2                   | Marines FC (T3)                |
| 8. September 2024 um 16:30 Uhr | TOKO Customs United FC (T3)            | 1:1 n. V. (4:5 i. E.) | Padriew City FC (T3)           |
| 8. September 2024 um 18:00 Uhr | Bankhai United FC (T3)                 | 2:2 n. V. (4:5 i. E.) | ACDC FC (T3)                   |
| 8. September 2024 um 18:00 Uhr | Navy FC (T3)                           | 0:3                   | Chachoengsao Hi-Tek FC (T3)    |
| Western Region                 |                                        |                       |                                |
| 8. September 2024 um 15:00 Uhr | Hua Hin Maraleina FC (T3)              | 1:0                   | Hua Hin City FC (T3)           |
| 8. September 2024 um 15:00 Uhr | Raj-Pracha FC (T3)                     | 2:2 n. V. (3:5 i. E.) | Thonburi United FC (T3)        |
| 8. September 2024 um 17:00 Uhr | Samut Sakhon City FC (T3)              | 2:0                   | VRN Muangnont FC (T3)          |
| Southern Region                |                                        |                       |                                |
| 8. September 2024 um 16:45 Uhr | Pattani FC (T3)                        | 0:3                   | Nara United FC (T3)            |
| 8. September 2024 um 18:00 Uhr | Muangtrang United FC (T3)              | 2:1                   | Phuket Andaman FC (T3)         |
| 8. September 2024 um 18:00 Uhr | Phatthalung FC (T3)                    | 1:1 n. V. (4:5 i. E.) | PSU Surat Thani City FC (T3)   |

## Play-off-Spiele
| Datum                        |                                        | Ergebnis              |                               |
| ---------------------------- | -------------------------------------- | --------------------- | ----------------------------- |
| 2. Oktober 2024 um 15:00 Uhr | Prime Bangkok FC (T3)                  | 1:2                   | Samut Prakan City FC (T2)     |
| 2. Oktober 2024 um 15:00 Uhr | Khelang United FC (T3)                 | 0:2                   | Chanthaburi FC (T2)           |
| 2. Oktober 2024 um 15:00 Uhr | PSU Surat Thani City FC (T3)           | 1:2                   | Lampang FC (T2)               |
| 2. Oktober 2024 um 15:00 Uhr | Northern Nakhon Mae Sot United FC (T3) | 1:0                   | Kanchanaburi Power FC (T2)    |
| 2. Oktober 2024 um 15:00 Uhr | Nara United FC (T3)                    | 4:2                   | Mahasarakham SBT FC (T2)      |
| 2. Oktober 2024 um 15:00 Uhr | Kasem Bundit University FC (T3)        | 0:3                   | Chonburi FC (T2)              |
| 2. Oktober 2024 um 15:00 Uhr | ACDC FC (T3)                           | 1:1 n. V. (4:2 i. E.) | Pattaya United FC (T2)        |
| 2. Oktober 2024 um 15:00 Uhr | Marines FC (T3)                        | 1:2                   | Chainat Hornbill FC (T2)      |
| 2. Oktober 2024 um 17:00 Uhr | Hua Hin Maraleina FC (T3)              | 2:2 n. V. (5:3 i. E.) | Thonburi United FC (T3)       |
| 2. Oktober 2024 um 17:00 Uhr | Udon United FC (T3)                    | 0:1 n. V.             | Kasetsart FC (T2)             |
| 2. Oktober 2024 um 17:00 Uhr | Samut Sakhon City FC (T3)              | 4:1                   | Nakhon Si United FC (T2)      |
| 2. Oktober 2024 um 18:00 Uhr | Chachoengsao Hi-Tek FC (T3)            | 0:1                   | Sisaket United FC (T2)        |
| 2. Oktober 2024 um 18:00 Uhr | Muangtrang United FC (T3)              | 2:1                   | Suphanburi FC (T2)            |
| 2. Oktober 2024 um 18:00 Uhr | Roi Et PB United FC (T3)               | 7:0                   | Surin Khong Chee Mool FC (T3) |
| 2. Oktober 2024 um 18:00 Uhr | Phitsanulok Unity FC (T3)              | 0:3                   | Police Tero FC (T2)           |
| 2. Oktober 2024 um 18:30 Uhr | Padriew City FC (T3)                   | 1:4                   | Bangkok FC (T3)               |

## 1. Runde
| Datum                         |                                        | Ergebnis              |                              |
| ----------------------------- | -------------------------------------- | --------------------- | ---------------------------- |
| 30. Oktober 2024 um 15:00 Uhr | Roi Et PB United FC (T3)               | 1:0                   | Sukhothai FC (T1)            |
| 30. Oktober 2024 um 15:00 Uhr | Nara United FC (T3)                    | 2:2 n. V. (3:5 i. E.) | Khon Kaen United FC (T1)     |
| 30. Oktober 2024 um 15:00 Uhr | ACDC FC (T3)                           | 1:9                   | Nongbua Pitchaya FC (T1)     |
| 30. Oktober 2024 um 15:00 Uhr | Northern Nakhon Mae Sot United FC (T3) | 1:1 n. V. (3:5 i. E.) | Rayong FC (T1)               |
| 30. Oktober 2024 um 16:30 Uhr | Hua Hin Maraleina FC (T3)              | 1:3                   | Lamphun Warriors FC (T1)     |
| 30. Oktober 2024 um 17:00 Uhr | Samut Sakhon City FC (T3)              | 2:4                   | Uthai Thani FC (T1)          |
| 30. Oktober 2024 um 17:00 Uhr | Kasetsart FC (T2)                      | 1:3                   | Bangkok United (T1)          |
| 30. Oktober 2024 um 18:00 Uhr | Muangtrang United FC (T3)              | 1:0                   | Muangthong United (T1)       |
| 30. Oktober 2024 um 18:00 Uhr | Chainat Hornbill FC (T2)               | 3:1                   | Nakhon Ratchasima FC (T1)    |
| 30. Oktober 2024 um 18:30 Uhr | Samut Prakan City FC (T2)              | 1:2                   | Nakhon Pathom United FC (T1) |
| 30. Oktober 2024 um 18:30 Uhr | Lampang FC (T2)                        | 1:2                   | Buriram United (T1)          |
| 30. Oktober 2024 um 19:00 Uhr | Sisaket United FC (T2)                 | 1:3                   | Chiangrai United (T1)        |
| 30. Oktober 2024 um 19:30 Uhr | Chanthaburi FC (T2)                    | 2:3                   | Ratchaburi FC (T1)           |
| 30. Oktober 2024 um 20:00 Uhr | Bangkok FC (T2)                        | 0:5                   | BG Pathum United FC (T1)     |
| 30. Oktober 2024 um 20:00 Uhr | Police Tero FC (T2)                    | 1:2                   | PT Prachuap FC (T1)          |
| 5. Februar 2025 um 18:00 Uhr  | Chonburi FC (T2)                       | 0:4                   | Port FC (T1)                 |

## Achtelfinale
| Datum                         |                           | Ergebnis              |                              |
| ----------------------------- | ------------------------- | --------------------- | ---------------------------- |
| 26. Februar 2025 um 15:00 Uhr | Roi Et PB United FC (T3)  | 0:3                   | Uthai Thani FC (T1)          |
| 26. Februar 2025 um 17:30 Uhr | Muangtrang United FC (T3) | 1:3 n. V.             | Lamphun Warriors FC (T1)     |
| 26. Februar 2025 um 18:00 Uhr | Chainat Hornbill FC (T2)  | 0:1                   | Bangkok United (T1)          |
| 26. Februar 2025 um 18:00 Uhr | Chiangrai United (T1)     | 1:0                   | PT Prachuap FC (T1)          |
| 26. Februar 2025 um 18:30 Uhr | Nongbua Pitchaya FC (T1)  | 0:0 n. V. (4:2 i. E.) | Nakhon Pathom United FC (T1) |
| 26. Februar 2025 um 19:00 Uhr | Port FC (T1)              | 3:2                   | Khon Kaen United FC (T1)     |
| 26. Februar 2025 um 19:00 Uhr | Buriram United (T1)       | 3:1                   | BG Pathum United FC (T1)     |
| 26. Februar 2025 um 19:00 Uhr | Rayong FC (T1)            | 0:1                   | Ratchaburi FC (T1)           |

## Viertelfinale
| Datum                       |                          | Ergebnis  |                     |
| --------------------------- | ------------------------ | --------- | ------------------- |
| 16. April 2025 um 17:00 Uhr | Lamphun Warriors FC (T1) | 2:0       | Port FC (T1)        |
| 16. April 2025 um 18:00 Uhr | Nongbua Pitchaya FC (T1) | 1:0       | Uthai Thani FC (T1) |
| 15. April 2025 um 18:30 Uhr | Chiangrai United (T1)    | 1:2       | Ratchaburi FC (T1)  |
| 16. April 2025 um 19:00 Uhr | Bangkok United (T1)      | 1:2 n. V. | Buriram United (T1) |

## Halbfinale
| Datum                     |                          | Ergebnis  |                     |
| ------------------------- | ------------------------ | --------- | ------------------- |
| 17. Mai 2025 um 19:00 Uhr | Lamphun Warriors FC (T1) | 1:0 n. V. | Ratchaburi FC (T1)  |
| 18. Mai 2025 um 19:00 Uhr | Nongbua Pitchaya FC (T1) | 0:7       | Buriram United (T1) |

## Finale
| Datum        |                     | Ergebnis |                |
| ------------ | ------------------- | -------- | -------------- |
| 31. Mai 2025 | Lamphun Warriors FC | 0:2      | Buriram United |

### Spielstatistik
| Paarung             | Lamphun Warriors FC – Buriram United |
| Ergebnis            | 0:2 (0:0) |
| Datum               | 31. Mai 2025 um 18:45 Uhr |
| Stadion             | BG Stadium, Thanyaburi, Pathum Thani |
| Zuschauer           | 10.019 |
| Schiedsrichter      | Kim Woo-sung ( Südkorea) |
| Tore                | 0:1 Bissoli (90.+8' EM) 0:2 Dion Cools (90.+13') |
| Lamphun Warriors FC | Korraphat Nareechan – Todsapol Lated, Victor Cardozo, Suriya Singmui (79. Witthaya Moonwong), Nuttee Noiwilai, Guilherme Negueba (84. Júnior Batista), Mohammed Osman, Oskari Kekkonen, Akarapong Pumwisat, Fabinho, Anan Yodsangwal (79. Kike Linares) Cheftrainer: Alexandre Gama ( Brasilien) |
| Buriram United      | Neil Etheridge – Theerathon Bunmathan, Dion Cools, Sasalak Haiprakhon (82. Phitiwat Sukjitthammakul), Ko Myeong-seok, Jefferson Tabinas, Peter Žulj, Kenny Dougall, Lucas Crispim (69. Martin Boakye), Supachai Chaided, Bissoli (90.+11' Curtis Good) Cheftrainer: Osmar Loss ( Brasilien)      |
| Gelbe Karten        | Negueba (2.), Nareechan (66.), Yodsangwal (80.), Victor Cardozo (90.+7') – Cools (64.), Dougall (74.), Bissoli (80.), Etheridge (90.+6'), |
| Platzverweise       | Fabinho (4.) – keine |

### Auswechselspieler
| Auswechselspieler | Auswechselspieler |
| --- | --- |
| Lamphun Warriors FC | Buriram United |
| - Kike Linares (79.) ▲ - Witthaya Moonwong (79.) ▲ - Júnior Batista (84.) ▲ - Witthawin Klorwuttiwat - Tawan Khotrsupho - Nont Muangngam (TW) - Sarawut Inpaen - Patcharapol Intanee - Baworn Tapla - Teerawut Churok - Noppol Kerdkaew - Tossaporn Chuchin | - Martin Boakye (69.) ▲ - Phitiwat Sukjitthammakul (82.) ▲ - Curtis Good (90.+11') ▲ - Dutsadee Buranajutanon - Chatchai Bootprom (TW) - Ratthanakorn Maikami - Seksan Ratree - Maxx Creevey - Leon James - Nathakorn Rattanasuwan - Athit Berg |